# Oberonia ruberrima
Oberonia ruberrima är en orkidéart som beskrevs av Rudolf Schlechter. Oberonia ruberrima ingår i släktet Oberonia och familjen orkidéer. Inga underarter finns listade i Catalogue of Life.